# Herb Radzynia Chełmińskiego
Herb Radzynia Chełmińskiego – jeden z symboli miasta Radzyń Chełmiński i gminy Radzyń Chełmiński w postaci herbu. Wizerunek herbowy pochodzi z XIII wieku.

## Wygląd i symbolika
Herb przedstawia na czerwonej tarczy herbowej ośmioszprychowe złote koło od wozu. 